# Protea decurrens
Protea decurrens (лат.) — небольшой кустарник, вид рода Протея (Protea) семейства Протейные (Proteaceae), эндемик юго-западной части Капской области Южной Африки. Небольшой кустарник с толстым подземным подвоем, от которого растут многочисленные ветви. Встречается в низинных финбошах или реностервельдах.

## Таксономия
Впервые протея P. decurrens была официально описана как отдельный вид южноафриканским ботаником Эдвином Перси Филлипсом в 1910 году, но это растение было известно задолго до него. Считается, что в Prodromus 1856 года под названием Protea humilis Карл Мейснер фактически частично описал этот вид (то есть синоним pro parte), основываясь на образце гербария, собранным немецким исследователем Карлом Людвигом Филиппом Зейхером.
История P. humiflora запутана. Впервые растение было описано Генри Кренке Эндрюсом с использованием написания P. humiflora в своём журнале The Botanist’s Repository for new, and rare plants. При описании растения Эндрюс использовал живой образец, цветущий в поместье коллекционера протей Джорджа Хибберта, однако его иллюстрация несколько запутана в расположении цветочных головок на растении, показывая растение с головками, сгруппированными на стебле, склонённого близко к земле и пурпурного цвета, что больше похоже на P. decurrens, хотя, как показывают гербарные образцы того же растения, это не так. Семена и образцы были впервые собраны Фрэнсисом Массоном и Драммондом, и, согласно Стапфу, образец Драммонда на самом деле был P. decurrens. Названный P. humilis, вид был описан в работе Роберта Броуна 1810 года в книге On the Proteaceae of Jussieu, причём старое имя Эндрюса было обозначено как синоним, а в отношении образца упоминался только экземпляр Массона. Согласно Мейснеру, к середине XIX века в кругах садоводов-коллекционеров уже были растения — возможно, два или более видов — которые выращивались, продавались под названием P. humifusa в Европе, и он также сообщает о что немецкий ботаник Карл Людвиг Вильденов использовал написание P. humiflorens. Мейснер в 1856 году выступал за использование видового названия Броуна, несмотря на то, что оно является гомотипным синонимом. Против этого решения выступили Филлипс в 1910 году и Стапф в 1912 году. Таким образом, к 1910-м годам было известно о существовании P. humiflora, и о ней вспомнили в Южной Африке британский ботаник Уильям Джон Берчелл, а затем Рудольф Марлот на рубеже XIX—XX веков.

### Типовой образец
Стапф определил голотип этого вида как вышеупомянутый образец P. humiflora, собранный Драммондом в XVIII веке; однако этот образец не имел указания на точное место сбора, и, вероятно, в настоящее время утерян. В XIX веке этот вид был снова собран Зейхером, а затем южноафриканцем Гарри Болусом, оба в горах в районе Свеллендама. Зейхер приводит два, а возможно, и три места возле Свеллендама, и он, по-видимому, также собрал его где-то на берегу места, которое он назвал «Ривье Кербум», которое, по словам Филлипса, входило в то, что в его время было регион Найсна. На оригинальном гербарном листе все эти местонахождения указаны на этикетке его экземпляра Zeyher № 3676. Это фактически может означать, что Zeyher № 3676 состоит из ряда различных растений из разных мест (типовая серия). В 1972 году южноафриканский ботаник Джон Патрик Рурк, учитывая отсутствие образца Драммонда, обозначил лист образцов Зейхера, сохранившийся в гербарии Кью, как синтип.

### Видовое название
Видовое название — от латинского слова decurrens, означающего «низбегающий» и относится к его ниспадающим листьям.

## Ботаническое описание
Protea decurrens — небольшой кустарник, достигающий 50 см в диаметре и 60 см в высоту. Деревянистый основной ствол растения скрыт под землёй, от которого вырастают многочисленные ветви от ниспадающих к земле до восходящих. Растение цветёт от основания этих ветвей на уровне земли. Листья линейные или игольчатые шириной 1,4 мм и длиной 3,2-5,7 см, гладкие, заканчиваются острием, а их основания частично обхватывают стебель. Цветёт зимой, с июля по август, иногда до октября. Соцветия, или, точнее, псевдантии (также называемые «цветочными головками»), имеют боковые стороны, распускаются по бокам стеблей и являются одиночными или сгруппированы в большие группы. Обычно у растения одновременно цветёт только одно соцветие, тогда как другие распузкаются. Соцветие составляет 3,8 см в длину и около 1,3 см в диаметре. В молодом возрасте они обратнояйцевидные и тупые. Цветочная головка сужается к основанию, эта суженная часть представляет собой цветоносный побег длиной до 1 см. Обёрточные прицветники расположены в ряд от девяти до десяти рядов и являются реснитчатыми (окаймлены волосками). Эти прицветники очень густо покрыты беловатыми волосками, текстурой от войлочно-опушённой до шелковисто-опушённой. Наружные прицветники имеют яйцевидную и тупую форму, внутренние прицветники продолговатые, более длинные, чем настоящие цветки, и имеют ворсинчатые (лохматые) волоски на концах. Это однодомное растение, оба пола встречаются в каждом цветке. Лепестки и чашелистики цветов слиты в оболочку околоцветника длиной 19 мм. Семена хранятся в древесных плодах, окружающих засохшие, старые, огнестойкие соцветия, и после того, как эти капсулы в конечном итоге открываются после пожаров несколько лет спустя, они рассеиваются ветром.
В своем первоначальном описании 1910 года Филлипс обнаружил, что этот вид больше всего похож на P. humiflora, который отличается узкими опадающими листьями, и на P. acerosa, от которого он отличается формой чашечки.

## Распространение и местообитание
Protea decurrens — эндемик Западно-Капской провинции Южной Африки. Встречается от перевала Шоу (от Хермануса через горы Кляйнривье до Каледона) до гор Лангеберх и на Потберге. В этом регионе вид также растёт недалеко от города Риверсдейл вдоль Коррентеривье, вдоль Кеурбумсривье, и вокруг городов Риверсдейл и Свеллендам. Это известно из 25 популяций, которые в настоящее время фрагментированы (то есть части когда-то более крупных популяций). Площадь ареала составляет всего 180—184 км². Растение произрастает в финбоше или реностервельде на высоте от 150 до 700 метров.

## Экология
Опыление происходит крысами и мышами. Периодические лесные пожары уничтожают взрослые растения, но семена могут выжить. Это недолговечная протея с продолжительностью жизни растения от 15 до 20 лет.

## Охранный статус
Вид Protea decurrens классифицируется как «близкий к уязвимому положению». В 1990-е годы вид считался малоизвестным, загадочным и незаметным, и считалось, что он не находится под угрозой и, вероятно, более распространён, но в то же время, возможно, находится под угрозой исчезновения. Тем не менее, вид имеет ограниченный ареал, и в 1996 году его природоохранный статус был оценён Южноафриканским национальным институтом биоразнообразия как «уязвимый». В 2009 году статус был повышен до «находящегося под угрозой исчезновения», но с 2019 года вид считается «близкий к уязвимому положению», при этом численность популяции сокращается. Уменьшение популяции растения вызвано утратой среды обитания из-за лесоразведения, сельского хозяйства, деградации среды обитания австралийскими инвазивными растениями из родов хакея и акация, чрезмерным выпасом скота, слишком частыми лесными пожарами, а также в некоторых случаях по необъяснимым причинам. Слишком частые пожары не дают растениям времени созреть и произвести семена. Большая часть более холмистой среды обитания была разрушена для посадки деревьев, а в низинах территория была занята полями пшеницы; в обеих субпопуляциях в 2010-х годах наблюдался небольшой рост в Риверсдейле, Свеллендаме и Шоу Пасс. Необратимо изменено около 61 % первоначальной среды обитания. Только две субпопуляции находятся на охраняемых территориях.
Несмотря на все это, в 2019 году Южноафриканский национальный институт биоразнообразия продолжал предупреждать, что «этот вид, вероятно, более распространён в подходящей среде обитания, чем известно в настоящее время», его просто сложно найти и растение недостаточно изучено. Популяция оценивается как крупная.